# Tanaostigmodes eja
Tanaostigmodes eja är en stekelart som först beskrevs av Girault 1921.  Tanaostigmodes eja ingår i släktet Tanaostigmodes och familjen Tanaostigmatidae. Inga underarter finns listade i Catalogue of Life.